# Gamera : Gardien de l'Univers
Série
Gamera 2 : L'Attaque de la légion
(1996)
Pour plus de détails, voir Fiche technique et Distribution.
Gamera : Gardien de l'Univers (ガメラ 大怪獣空中決戦, Gamera: Daikaijū Kuchu Kessen, Gamera: Bataille du monstre géant entre le ciel et la terre) est un film fantastique japonais réalisé par Shūsuke Kaneko, premier volet de la trilogie, sorti le 11 mars 1995 au Japon.
N'ayant jamais été diffusé dans les salles françaises, ce film est distribué en DVD par Warner Home Vidéo France, le 19 août 2009.

## Fiche technique
- Titre français : Gamera : Gardien de l'Univers
- Titre original : Gamera : Gardien de l'Univers (ガメラ 大怪獣空中決戦, Gamera: Daikaijū Kuchu Kessen?)
- Réalisation : Shūsuke Kaneko
  - Assistante réalisation : Shozo Katashima
- Scénario : Kazunori Itô
- Production : Shigeru Ohno, Tsutomu Tsuchikawa et Seiji Urushido
  - Production exécutive : Hiroyuki Kato et Yasuyoshi Tokuma
- Sociétés de production : Daiei Studios, Hakuhodo et NTV Network
- Direction des effets spéciaux : Shinji Higuchi
  - Société des effets spéciaux : Kikkosen et Marbling FineArts
- Direction des effets visuels : Hajime Matsumoto
- Société de distribution : Toho Company
- Musique : Kô Ôtani
- Chef de la photographie : Kenji Takama et Junichi Tozawa
- Chef de montage : Shizuo Arakawa
- Chef de décors : Hajime Oikawa
- Chef de son : Yasuo Hashimoto
- Budget : 5 000 000 yens
- Format : Couleur — 1.85:1 • 35mm — Dolby
- Genre : Fantastique
- Durée : 96 minutes
- Pays : Japon
- Langue : japonaise
- Sortie :
  - Japon : 11 mars 1995
  - Royaume-Uni : 3 avril 1997
  - États-Unis : 16 avril 1997
  - France : 19 août 2009, en DVD

## Distribution
- Tsuyoshi Ihara : Yoshinari Yonemori
- Akira Onodera : Naoya Kusanagi
- Shinobu Nakayama : Mayumi Nagamine
- Ayako Fujitani : Asagi Kusanagi
- Yukijirō Hotaru : Inspecteur Osako
- Hatsunori Hasegawa : Colonel Satake
- Hirotaro Honda : M. Saito, EPA
- Naoki Manabe, Jun Suzuki : Gamera
- Yuhmi Kaneyama : Gyaos

## Distinctions

### Récompenses
- Blue Ribbon Awards
  - Meilleur réalisateur : Shusuke Kaneko
  - Meilleure actrice dans un second rôle : Shinobu Nakayama
- Yokohama Film Festival
  - Meilleur réalisateur : Shusuke Kaneko
  - Meilleur scénario : Kazunori Itô
  - Meilleure actrice dans un second rôle : Shinobu Nakayama
  - Meilleurs effets spéciaux : Shinji Higuchi

### Nomination
- Awards of the Japanese Academy
  - Meilleure actrice dans un second rôle : Shinobu Nakayama